# Thomas Bickel
Thomas Bickel (Aarberg, 6 oktober 1963) is een voormalig Zwitsers voetballer. Hij is de zoon van Alfred Bickel (1918-1999), die 71 keer uitkwam voor Zwitserland.

## Clubcarrière
Bickel speelde tussen 1984 en 1997 voor FC Biel-Bienne, FC Zürich, Grasshopper Zürich en Vissel Kobe.

## Interlandcarrière
Bickel debuteerde in 1986 in het Zwitsers nationaal elftal en speelde 52 interlands, waarin hij 5 keer scoorde.

## Erelijst
Grasshopper Zürich
- Zwitsers landskampioen

1990, 1991, 1995
- Zwitserse beker

1989, 1990, 1994
- Zwitsers voetballer van het jaar

1994